# Ptichodis refracta
Ptichodis refracta là một loài bướm đêm trong họ Erebidae.